# نيكو كورتي
نيكو كورتي هو لاعب كرة قدم بلجيكي في مركز حراسة المرمى، ولد في 2 يونيو 1995 في بروكسل في بلجيكا. لعب مع Burlingame Dragons FC ‏.